# Kénadsa
Kénadsa (in caratteri arabi: قنادسة) è una città dell'Algeria, capoluogo dell'omonimo distretto, nella provincia di Béchar.